# Marcel Kittel
Marcel Kittel (født 11. maj 1988 i Arnstadt) er en tidligere tysk landevejscykelrytter. Han sluttede i 2019 karrieren på Team Katusha-Alpecin efter manglende motivation. Som junior specialiserede han sig i enkeltstart og vandt en bronzemedalje ved VM for U-23 i enkeltstart. Da han blev professionel i 2011, specialiserede han sig i massespurter, og han har vundet etaper ved alle tre Grand Tours.

## Meritter
2008
Memorial Davide Fardelli
2009
4. etape Tour du Haut Anjou
1. og 3. etape Flèche du Sud
6. etape Thüringen Rundfahrt
Europæisk U23-mester i enkeltstart
2010
Bronze, U23-VM i enkeltstart
2011
5. etape Tour de Langkawi
1., 2., 3. og 5. etape Fire dage ved Dunkerque
ProRace Berlin
1. etape og samlet Delta Tour Zeeland
1., 2., 3. og 7. etape Polen Rundt
7. etape af Vuelta a España
Kampioenschap van Vlaanderen
Sparkassen Münsterland Giro
3. og 5. etape i Jayco Herald Sun Tour
2012
2. etape af Etoile de Bessèges
3. og 6. etape af Tour of Oman
2. etape Tre dage ved Panne
Scheldeprijs
1. og 4. etape af Ster ZLM Toer
1. og 4. etape af Eneco Tour
Omloop van het Houtland Lichtervelde
2. og 3. etape af Eurométropole Tour - Circuit Franco-Belge
Sparkassen Münsterland Giro
2013
1. etape, Tour of Oman
2. etape, Paris-Nice
Scheldeprijs
1, 7. og 8. etape, Tyrkiet Rundt
Samlet + 1. og 3. etape, Tour de Picardie
ProRace Berlin
3. etape, Ster ZLM Toer
1., 10., 12. og 21. etape, Tour de France
Omloop van het Houtland Lichtervelde
2014
2, 3. og 4. etape, Dubai Tour
Scheldeprijs
2. og 3. etape, Giro d'Italia
1. etape, Ster ZLM Toer
1., 3., 4. og 21. etape, Tour de France
1. og 8. etape, Tour of Britain
2015
1. etape, Polen Rundt
2016
Samlet + 1. og 4. etape, Dubai Tour
1. og 4. etape, Volta ao Algarve
Etape 3a, Tre dage ved Panne
Scheldeprijs
1. etape, Romandiet Rundt
2. og 3. etape, Giro d'Italia
4. etape, Tour de France
GP de Fourmies
2017
Samlet + 1., 2. og 5. etape, Dubai Tour
2. etape, Abu Dhabi Tour
3. etape (a), Tre dage ved Panne
Scheldeprijs
1. etape, Tour of California
2., 6., 7., 10. og 11 etape, Tour de France